# Stelis aviceps
Stelis aviceps är en orkidéart som beskrevs av John Lindley. Stelis aviceps ingår i släktet Stelis och familjen orkidéer. Inga underarter finns listade i Catalogue of Life.